# Lepidion capensis
Lepidion capensis är en fiskart som beskrevs av John Dow Fisher Gilchrist 1922. Lepidion capensis ingår i släktet Lepidion och familjen Moridae. Inga underarter finns listade i Catalogue of Life.